# Starcatcher
Starcatcher (englisch Sternfänger) ist das dritte Studioalbum der US-amerikanischen Classic-Rock-Band Greta Van Fleet. Das Album erschien am 21. Juli 2023 über Lava Records. Das Album wurde bei den Grammy Awards 2024 in der Kategorie Best Rock Album nominiert.

## Entstehung

### Songwriting
Im September 2022 erklärte der Bassist Sam Kiszka, dass die Band mit der Arbeit an ihrem dritten Studioalbum bereits sehr weit fortgeschritten sei. Die neuen Lieder würden musikalisch eher an die Lieder der Band erinnern, als Greta Van Fleet noch eine Garagenband war. Der Wandel wurde unter anderem dadurch beeinflusst, dass vieles der Musik, die derzeit im Radio läuft, laut Sam Kiszka „substanzlos“ wäre. Sein Bruder und Gitarrist Jake Kiszka beschrieb Starcatcher als „Antwort auf die zweijährige Düsternis“ während der COVID-19-Pandemie. Das Album zu schreiben wäre „ähnlich wie Licht in einen dunklen Tunnel zu bringen“. Musikalisch wäre Starcatcher eine Antwort und Reaktion auf das Vorgängeralbum und fiel roher und simpler als The Battle at Garden’s Gate aus.

### Aufnahmen
Aufgenommen wurde Starcatcher in den RCA Studios in Nashville mit dem Produzenten Dave Cobb. Laut Jake Kiszka würde man auf der Hälfte des Albums hören, wie die vier Bandmitglieder zusammen in einem Raum stehen und das Album live aufnehmen. Rund die Hälfte des Gesangs wäre live aufgenommen. Für die Songs brauchten die Musiker nie mehr als drei oder vier Anläufe. Hörbare Fehler beim Einspielen wurden bewusst nicht korrigiert. Das Lied Runaway Blues entstand aus einer spontanen Jamsession. Sänger Josh Kiszka wollte den Titel eigentlich nicht für das Album verwenden, woraufhin das Lied gekürzt wurde.

### Veröffentlichung
Am 6. April 2023 kündigte die Band das Album für den 21. Juli 2023 an und veröffentlichte mit Meeting the Master die erste Single. Die zweite Single Sacred the Thread folgte am 19. Mai 2023. Am 9. Juni 2023 wurde mit Farewell for Now die dritte Single veröffentlicht. Die vierte Single The Falling Sky erschien am 27. Juni 2023.

## Hintergrund
Auf dem Album beschäftigt sich die Band mit der Dualität zwischen Phantasie und Realität und den Kontrast zwischen Licht und Dunkelheit. Laut Schlagzeuger Danny Wagner will die Band mit den in den Liedern erzählten Geschichten „ein Universum bauen“. Bassist Sam Kiszka ergänzte, dass die Welt von Starcatcher einige Fragen stellt wie „Woher kommen wir?“ und „Was machen wir hier?“, aber auch Fragen „Worin besteht unser Bewusstsein und woher kam es?“. Sänger Jake Kiszka erklärte, dass das Album „die Perspektive der Band erzählt und summiert, wer Greta Van Fleet ist als Musiker und Individuen“. The Falling Sky handelt von einem Krieger, der den endlosen und unmöglichen Kampf um die Erlösung fortsetzt. Laut Jake Kiszka wäre jedermanns Schicksal besiegelt.
Sacred the Thread wäre ein wichtiges Lied für den Sänger Josh Kiszka, da es um seine Jumpsuits geht, die er auf der Bühne trägt. Meeting the Master schaut in eine esoterische Welt, in der „das Wort eines weisen Lehrers beherzigt wird“. Es wäre eine „dunkle Komödie, die zwangsläufig im Chaos enden muss“. Das abschließende Lied Farewell for Now handelt laut Sam Kiszka von dem „Verlangen der Musiker, auf der Bühne zu bleiben und die Magie zu genießen, die von dem Publikum-Musik-Phänomen erzeugt wird“. Jedoch müsste die Band immer wieder „ihre Sachen einpacken und zum nächsten Konzert fahren“. Wie immer würde gelten, dass sie bald wieder da sein werden.

## Rezeption

### Rezensionen
Laut Steve Beebee vom britischen Magazin Kerrang ist Starcatcher „voll von entzückenden Kontrasten, von denen keiner holprig ist“. Die Musik „bleibt gefühlvoll“. Starcatcher ist „das Werk einer Band, die ihre Kunst weiterentwickelt“ und die ihre Einflüsse „in herausfordernde und wohlklingende neue Richtungen verzieht“. Beebee vergab vier von fünf Punkten. Josephine Maria Bayer vom Onlinemagazin laut.de schrieb, dass Greta Van Fleet mit dem Album „erneut beweisen, dass die Band jede Halle zum Wackeln bringen“ würde. Allerdings würden ihnen „wohl langsam die Ideen ausgehen“. Die Lieder „unterscheiden sich nicht maßgeblich voneinander“ und „verschwimmen zu einer ausgedehnten Lobeshymne an die gute alte Zeit“. Bayer vergab drei von fünf Punkten. Kritisch zeigte sich Lothar Gerber vom deutschen Magazin Metal Hammer. Die „große Hoffnung des Rock’n’Roll“ legt nach „ihren ersten zwei wirklich runden, variantenreichen und mitreißenden Werken ein vergleichsweise uninspiriertes vor“. Die Lieder kommen „stromlinienförmig und ohne wirkliche Höhepunkte daher“. Gerber vergab vier von sieben Punkten, auch weil „die diversen Classic-Rock-Helden der Siebziger Jahre auch nicht mit jeder Platte einen bahnbrechenden Meilenstein herausgehauen haben“.

### Charts und Chartplatzierungen
Starcatcher erreichte in Deutschland Rang zwei der Albumcharts und musste sich nur dem Album Fegefeuer von der Band Feuerschwanz geschlagen geben. Nachdem sich die ersten beiden Alben Anthem of the Peaceful Army und The Battle at Garden’s Gate jeweils auf Rang drei platzierten, erreichte die Band eine neue Höchstplatzierung. Auch in der Schweiz erreichte die Band eine neue Höchstplatzierung. In den Vereinigten Staaten erreichte das Album zum dritten Mal die Top 10 der Albumcharts und erreichte wie die beiden Vorgängeralben Platz eins der Top Rock Albums. In der ersten Woche nach der Veröffentlichung wurden in den Vereinigten Staaten rund 45.000 Album-äquivalenten Einheiten verkauft, wovon rund 41.000 reine Albumverkäufe waren.
| ChartsChartplatzierungen            | Höchstplatzierung | Wochen |
| ----------------------------------- | ----------------- | ------ |
| Deutschland (GfK)                   | 2 (4 Wo.)         | 4      |
| Österreich (Ö3)                     | 6 (2 Wo.)         | 2      |
| Schweiz (IFPI)                      | 2 (3 Wo.)         | 3      |
| Vereinigte Staaten (Billboard)      | 8 (2 Wo.)         | 2      |
| Vereinigte Staaten (Billboard Rock) | 1 (2 Wo.)         | 2      |
| Vereinigtes Königreich (OCC)        | 8 (1 Wo.)         | 1      |

## Bestenlisten
| Publikation | Liste                                     | Werk        | Platz    |
| ----------- | ----------------------------------------- | ----------- | -------- |
| Loudwire    | The 25 Best Rock + Metal Albums of 2023 1 | Starcatcher | J [ 17 ] |